# Piątek
Piątek è un comune rurale polacco del distretto di Łęczyca, nel voivodato di Łódź.
Ricopre una superficie di 133,2 km² e nel 2004 contava 6.515 abitanti.